# Liste der Ortschaften im Bezirk Bruck an der Leitha
Die Liste der Ortschaften im Bezirk Bruck an der Leitha enthält die Gemeinden und ihre zugehörigen Ortschaften im niederösterreichischen Bruck an der Leitha (in Klammern stehen die Einwohnerzahlen zum Stand 1. Jänner 2024):
- Au am Leithaberge (951)

- Bad Deutsch-Altenburg (1973)

- Berg (976)

- Bruck an der Leitha (7387)
  - Wilfleinsdorf (1159)

- Ebergassing (3528)
  - Wienerherberg (777)

- Enzersdorf an der Fischa (2115)
  - Margarethen am Moos (1486)

- Fischamend (5708)

- Göttlesbrunn-Arbesthal
  - Arbesthal (513)
  - Göttlesbrunn (948) (Hauptort)

- Götzendorf an der Leitha (1670)
  - Pischelsdorf (559)

- Gramatneusiedl (3677)

- Hainburg an der Donau (7033)

- Haslau-Maria Ellend
  - Haslau an der Donau (928) (Hauptort)
  - Maria Ellend (1101)

- Himberg (5727)
  - Gutenhof (51)
  - Pellendorf (707)
  - Velm (1707)

- Hof am Leithaberge (1684)

- Höflein (1220)

- Hundsheim (666)

- Klein-Neusiedl (959)

- Lanzendorf (1948)

- Leopoldsdorf (5476)

- Mannersdorf am Leithagebirge (3529)
  - Sandberg (Gemeinde Mannersdorf) (81)
  - Wasenbruck (614)

- Maria-Lanzendorf (2244)

- Moosbrunn (1809)

- Petronell-Carnuntum (1272)

- Prellenkirchen (1129)
  - Deutsch-Haslau (357)
  - Schönabrunn (208)

- Rauchenwarth (805)

- Rohrau (494)
  - Gerhaus (258)
  - Hollern (224)
  - Pachfurth (694)

- Scharndorf (444)
  - Regelsbrunn (335)
  - Wildungsmauer (453)

- Schwadorf (2304)

- Schwechat (15.226)
  - Kledering (766)
  - Mannswörth (2201)
  - Rannersdorf (3034)

- Sommerein (2225)

- Trautmannsdorf an der Leitha (978)
  - Gallbrunn (725)
  - Sarasdorf (663)
  - Stixneusiedl (582)

- Wolfsthal (1246)

- Zwölfaxing (1679)